# ثيا دورن
ثيا دورن (بالألمانية: Thea Dorn)‏ هي كاتبة سيناريو ومقدمة تلفزيونية ومؤلفة وكاتِبة ألمانية، ولدت في 1970 في أوفنباخ أم ماين في ألمانيا.

## وصلات خارجية
- ثيا دورن على موقع IMDb (الإنجليزية)
- ثيا دورن على موقع مونزينجر (الألمانية)
- ثيا دورن على موقع ألو سيني (الفرنسية)
- ثيا دورن على موقع ميوزك برينز (الإنجليزية)
- ثيا دورن على موقع ديسكوغز (الإنجليزية)
- ثيا دورن على موقع قاعدة بيانات الفيلم (الإنجليزية)